# Château Pécauld
Le château Pécauld est un château du XIIIe siècle à Arbois dans le Jura en Bourgogne-Franche-Comté. Il abrite le musée de la vigne et du vin du Jura depuis 1993 (vignoble du Jura) et est inscrit aux monuments historiques depuis le 22 novembre 1988.

## Histoire
Au XIIIe siècle, la « Tour ronde de Vellefaux » est construite sous le nom de la famille de seigneurs qui possédait le fief. Elle fait alors partie des remparts de la ville d'Arbois.

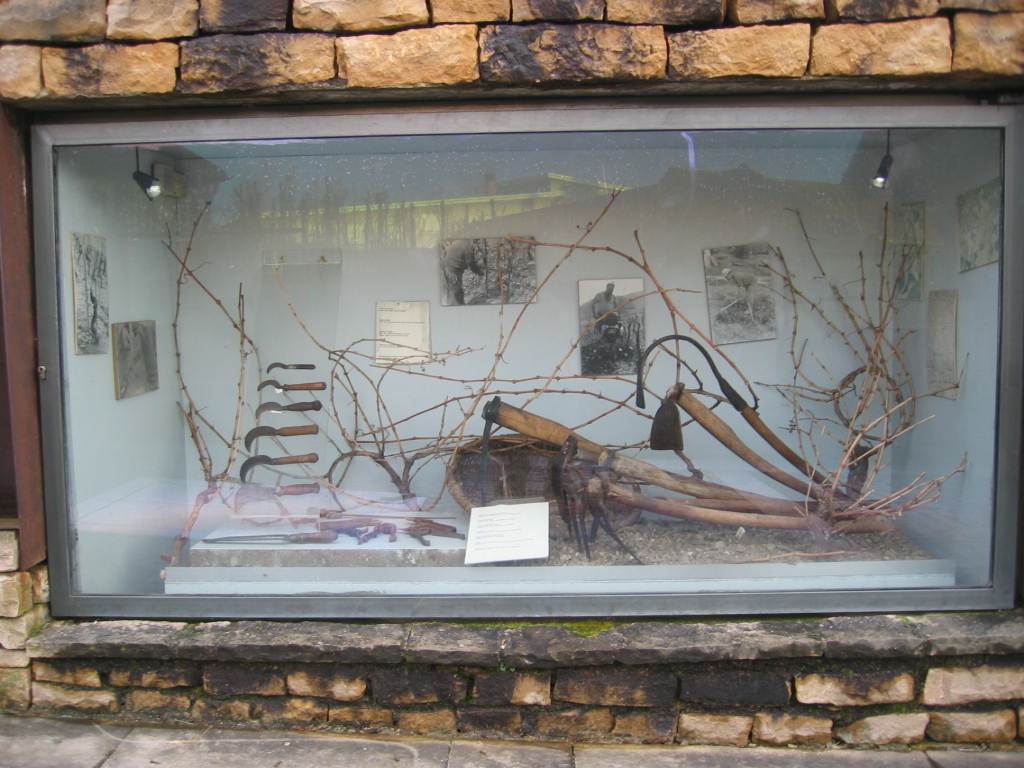
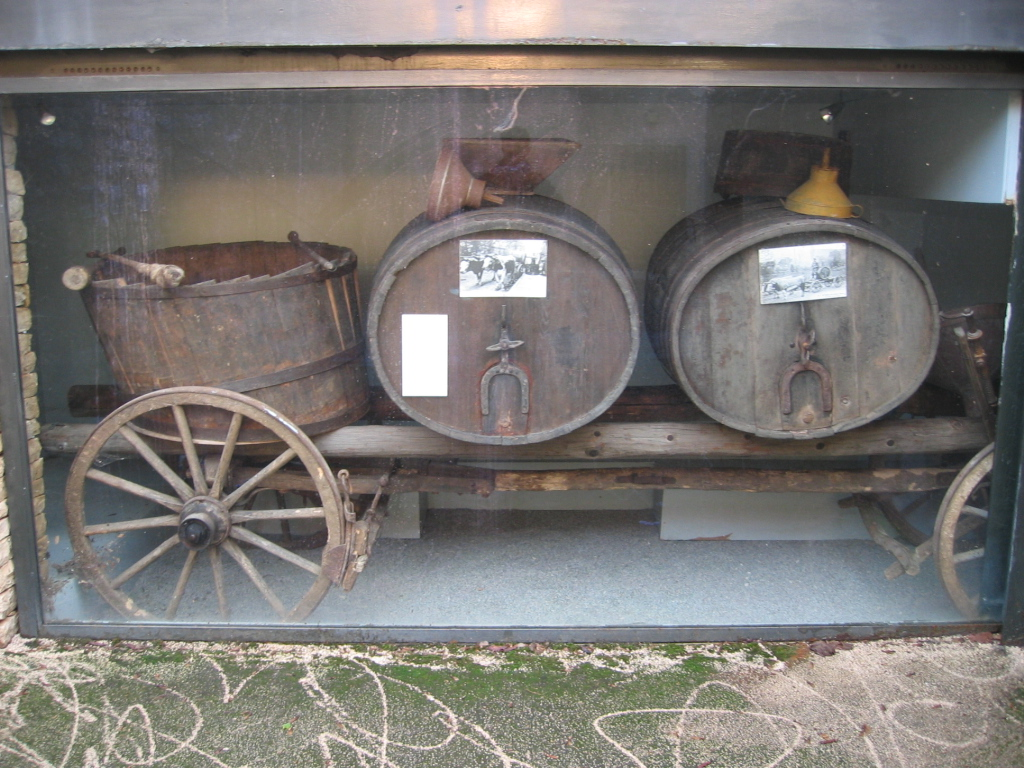

Au début du XVIe siècle, Nicolas Perrenot de Granvelle (1484-1550) chancelier, garde des Sceaux, premier conseiller et homme de confiance français de l'empereur germanique Charles Quint, achète le château à Guillaume de Velfaux. Il fait alors construire le corps de logis.
À la fin du XVIe siècle, le château devient la propriété de la famille Pécauld, officiers des duc de Bourgogne.
Après 1678, après la conquête de la Franche-Comté par Louis XIV, Guillaume Pécauld achète la charge de gouverneur d'Arbois. Le château reste dans la famille Pécauld jusqu'à la Révolution française où il est vendu comme bien national.
En 1829, le château est racheté à un négociant de vin par la ville d'Arbois. Le château Pécauld est alors un presbytère puis une école de garçons, mais son état de délabrement contraint la ville d’Arbois à construire une nouvelle école. En 1993, le château est restauré et abrite le musée de la vigne et du vin du Jura et le Comité interprofessionnel des vins du Jura.